# Dana Wilson (Rugbyspieler)
Jonathan „Dana“ Wilson (* 22. Mai 1983 in Auckland; † 4. September 2011 nahe Burtonwood, Vereinigtes Königreich) war ein neuseeländischer Rugby-League-Spieler.

## Leben
Wilson spielte erst im neuseeländischen U-16- und U-18-Bereich, bevor er für die Cookinseln, die Heimat seiner Eltern, aktiv wurde. 2006 nahm er mit der Nationalmannschaft der Cookinseln an den Qualifikationen für die Rugby-League-Weltmeisterschaft teil.
Im Februar 2005 ging er nach England, wo er für die Oldham Roughyeds spielte. 2006 kam er zu den Leigh Centurions. Für diese erzielte Wilson bei dem Finale des Northern Rail Cup 2006 in Blackpool den spielentscheidenden Treffer gegen die Hull Kingston Rovers. 2009 erfolgte sein Transfer zum Halifax RLFC. Im Jahr 2010 wechselte Wilson schließlich zu den Swinton Lions. Vor seinem Wechsel nach England hatte er eine Saison für die Manly-Warringah Sea Eagles, einen Klub aus Sydney, gespielt.
Wilson starb im Alter von 28 Jahren bei einem Verkehrsunfall. Er war verheiratet und hatte drei Kinder.